# Tswaing
Koordinaten: 25° 24′ 30″ S, 28° 4′ 59″ O

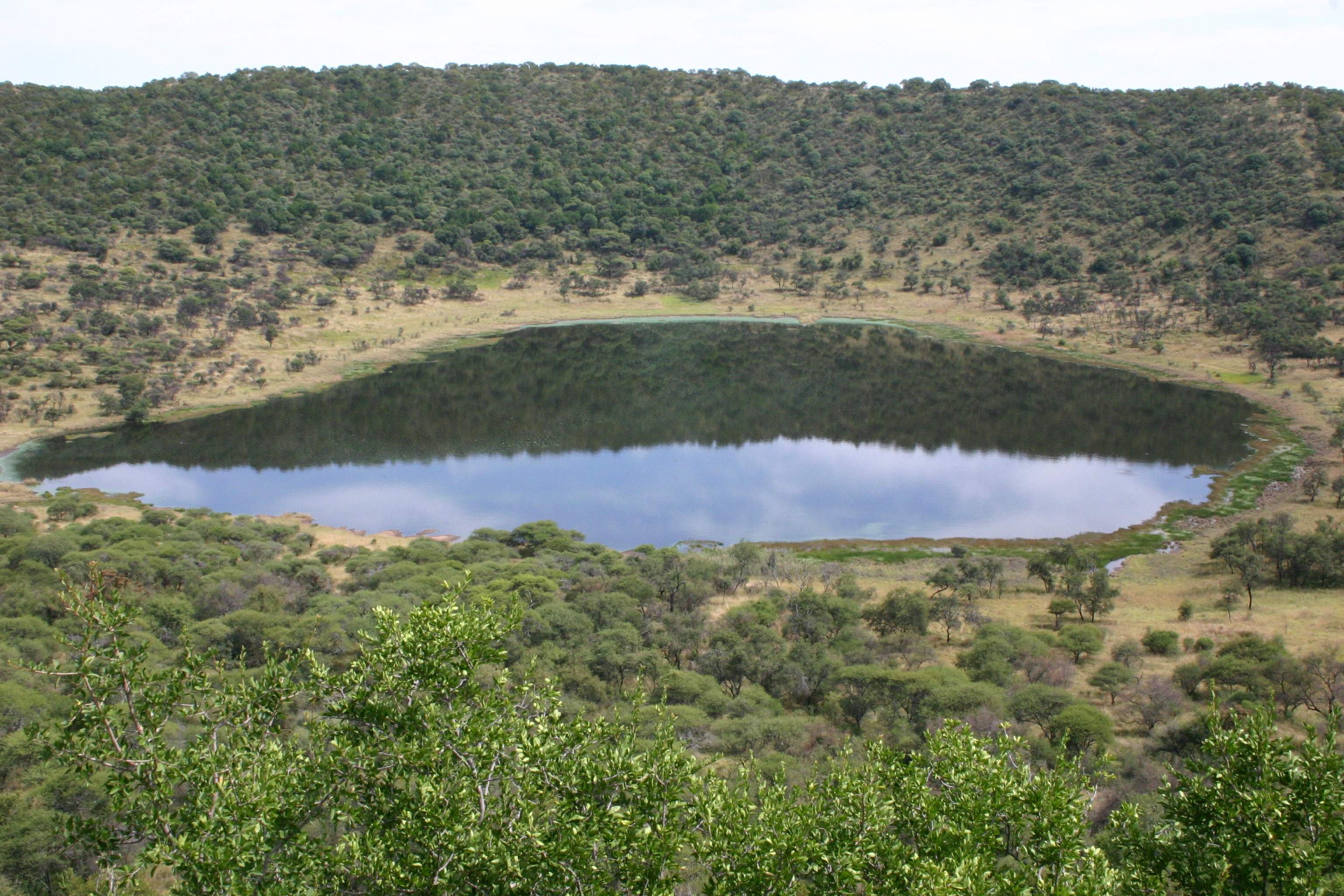
Der Krater Tswaing mit der näheren Umgebung ist heute ein Naturreservat

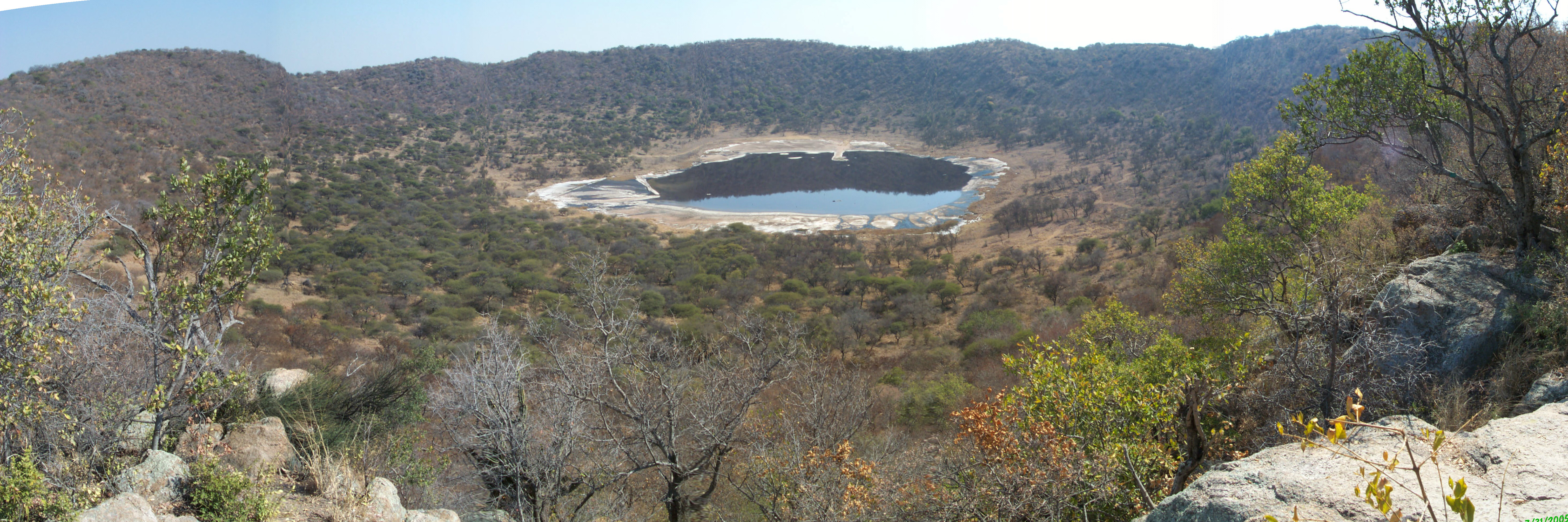
Blick vom südöstlichen Kraterrand des Tswaing auf den Kratersee

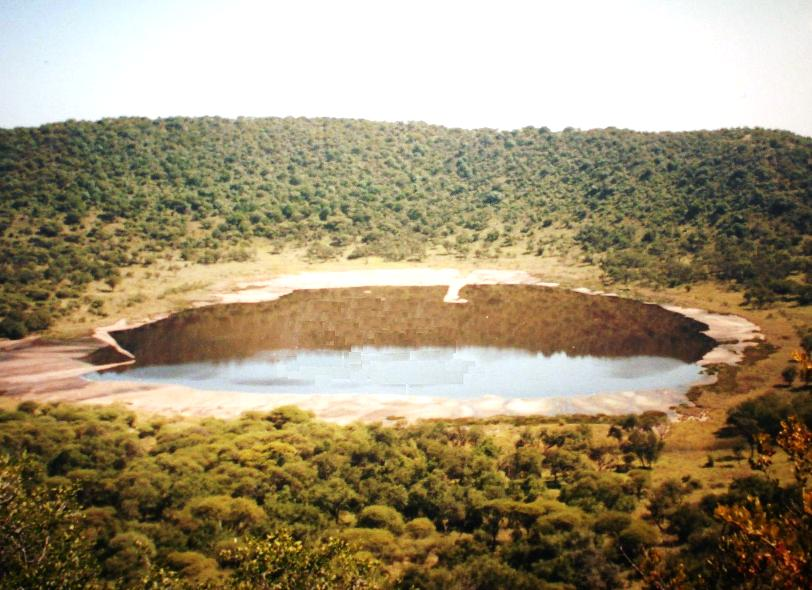
Der Krater von Tswaing – mit dem Damm (Überrest der Bohrung zur Klärung der Entstehung) in die Seemitte (bei niedrigem Wasserstand 2005)

Tswaing (setswana für ‚Ort des Salzes‘), englisch auch (Pretoria) Saltpan, afrikaans Soutpan genannt, ist ein Einschlagkrater in der Provinz Gauteng von Südafrika, rund 40 Kilometer nordnordwestlich der Hauptstadt Pretoria.

## Beschreibung
Der Krater hat einen Durchmesser von etwa 1,13 Kilometern, eine Wallhöhe von ungefähr 60 Metern über der umgebenden Landschaft und, gemessen vom höchsten Punkt des Kraterrandes, eine Tiefe von 119 Metern bis zum heutigen Kraterboden.
Hier befindet sich ein kleinerer Kratersee, der von Regenwasser sowie – rund 50 Meter unter dem Niveau der weiteren Umgebung gelegen – auch Grundwasser gespeist wird. Beim Verdunsten seines sehr salzhaltigen (hyperhalinen) Wassers ändert sich wegen der geringen Tiefe von wenigen Metern die Größe des Sees deutlich, auf dem freigelegten Seebodensediment kann auch Salz ausblühen.
Die Tswana nutzten den Ort über mehrere Jahrhunderte als Salzquelle und nannten ihn Salzort, setswana Tswaing. In der ersten Hälfte des 20. Jahrhunderts wurde aus der Sole am Boden des Kratersees gewerblich Speisesalz und Soda gewonnen. Einige Ruinen der hierfür errichteten Bauten sind noch sichtbar.
Den in den See hineinreichenden Damm legte man später an, um inmitten des Sees Bohrungen vorzunehmen und die geologische Beschaffenheit des Untergrundes näher zu bestimmen. Damit konnte auch die Entstehung des Kraters geklärt werden.

## Entstehung

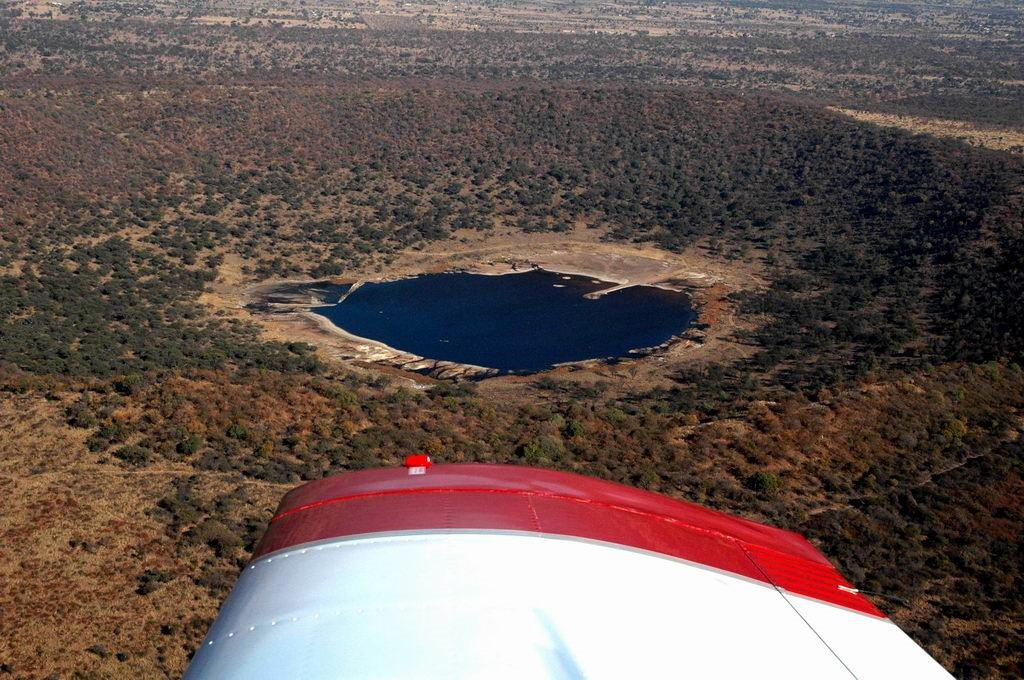
Tswaing aus der Vogelperspektive gesehen von Nordosten – auch der heutige Kraterboden liegt noch unter dem Niveau der weiteren Umgebung

Lange wurde angenommen, die schüsselförmige Einsenkung der Erdoberfläche sei vulkanischen Ursprungs und stelle eine Caldera dar. Die in den 1930er Jahren vorgetragene Deutung, ihre Gestalt als Folge eines Impakts anzusehen, war jahrzehntelang umstritten. Erst Untersuchungen eines 1989 verfügbaren Bohrkerns brachten den Erweis, dass es sich tatsächlich um einen Einschlagkrater handelt.
Der gut erhaltene Krater ist im Pleistozän entstanden, vor grob geschätzt 220.000 (±52,000) Jahren, durch den Einschlag eines Meteoroiden, der einen Durchmesser von 30 bis 50 m und eine geschätzte Geschwindigkeit von 20 bis 30 km/s hatte. Die freigesetzte Energie wird auf 20 bis 40 MT geschätzt. Der Chondrit traf hier auf den im Proterozoikum vor 2 Milliarden Jahren als oberer Abschluss im Bushveld-Komplex entstandenen Granit. Durch den Impakt wurde ein einfacher Krater gebildet; dessen Ränder waren etwa doppelt so hoch wie heute und fielen steiler zum Kraterboden hin ab, der damals deutlich tiefer lag.
Unter dem heutigen Seeboden finden sich bis in etwa 90 m Tiefe Sedimente. Ihre seit der Kraterentstehung ungestört abgelagerten Schichten geben einen ununterbrochenen Bericht über die paläoklimatischen Bedingungen in dieser Region Afrikas. Unter den Sedimenten wurde eine mindestens 53 m starke Schicht von Impaktbrekzie erbohrt, die zahlreich an Fragmenten von durch Stoß umgewandeltem Gestein ist, außerdem Glase und Schmelzen enthält. Darunter liegen bis etwa 160 m tief stark frakturierte Granite, teils lokal verkittet (monomikte kataklastische Brekzie), in die gelegentlich schmale Schichten sandiger Brekzie eingeschaltet sind. Mit zunehmender Tiefe wächst der Anteil soliden Granits; bei 200 m unter dem Kraterseeboden wurde die Bohrung im undeformierten granitischen Kraterboden beendet.

## Sonstiges
Der Krater ist als Außenstelle „Tswaing Meteorite Crater“ des National Cultural History Museum in Pretoria und als Teil eines Schutzgebietes zugänglich. Er ist über die Autobahn N1 und anschließend die M35 zu erreichen. Der Krater kann zu Fuß – rundum in etwa anderthalb Stunden – erkundet werden.